# Pinkafeld
Pinkafeld (maďarsky Pinkafő, chorvatsky Pinkafelj, slovinsky Pinkafel) je město v Rakousku ve spolkové zemi Burgenland, spadající pod okres Oberwart. Nachází se asi 104 km jihozápadně od Vídně. V roce 2018 zde žilo 5 779 obyvatel.
Kolem města prochází dálnice A2, městem procházejí silnice B63, L235 a L238. Nejbližšími městy jsou Hartberg a Oberwart, přímo sousedícími sídly jsou Grafenschachen, Haideggendorf, Oberschützen, Riedlingsdorf a Wiesfleck. Městem prochází řeka Pinka.